# Soraya Miré
Soraya Miré (sinh năm 1961) là một nhà văn, nhà làm phim và nhà hoạt động người Somalia chống lại việc cắt âm vật.

## Đời sống
Soraya Miré được sinh ra tại Beledweyne. Mười ba tuổi, cô chịu đựng sự lây nhiễm bộ phận sinh dục nữ. Bộ phim tài liệu của Miré, Fire Eyes (1994) bắt đầu bằng việc Miré nhớ lại trải nghiệm FGM của chính mình, và bao gồm các cuộc phỏng vấn với một loạt những người khác liên quan đến thực tiễn.

## Công trình

### Phim
- Fire Eyes: Female Circumcision, 1994

### Sách
- (với Eve Oblley) The Girl with Three Legs: A Memoir, 2011